# Serrodes flavitincta
Serrodes flavitincta là một loài bướm đêm trong họ Erebidae.